# Скейлз, Роберт, 2-й барон Скейлз
Роберт Скейлз (англ. Robert Scales; умер в 1324 году) — английский аристократ, 2-й барон Скейлз с 1304 года, рыцарь Бани.

## Биография
Роберт Скейлз был сыном 1-го барона Скейлза того же имени и его жены Изабель. В 1304 году, после смерти отца, он унаследовал титул и земли — ряд поместий в Линкольншире, Кембриджшире, Норфолке, Саффолке, Хартфордшире и Глостершире. Скейлз участвовал в шотландской войне, за заслуги в одном из походов король сделал его рыцарем Бани. Он присутствовал при коронации Эдуарда II в 1308 году, его регулярно вызывали в парламент с 1306 года до самой смерти.
Женой Скейлза стала Эгелина, дочь Хью де Куртене из Окгемптона и Алиеноры ле Диспенсер. В этом браке родились Роберт, 3-й барон Скейлз, и Алиенора, жена Джона де Садли, 2-го барона Садли.